# Camp de l'Hotel Casanovas
Camp de l'Hotel Casanovas var FC Barcelonas anden hjemmebane. Den første kamp blev den 18. november 1900 mod et hold fra klubben l'Hispania. I november 1901 flyttede holdet til banen Camp de la carretera d'Horta.
Banen var placeret, hvor Hospital de Sant Pau ligger i dag.